# María de Villota
María de Villota Comba (Madrid, 13 gennaio 1979 – Siviglia, 11 ottobre 2013) è stata una pilota automobilistica spagnola.

## Biografia
Figlia dell'ex pilota di Formula 1 Emilio de Villota e sorella di Emilio de Villota Jr., nel marzo 2012 era riuscita a diventare collaudatrice del team Marussia di Formula 1, ma un grave incidente subito durante un test all'aerodromo di Duxford il 3 luglio 2012 aveva posto fine alla sua carriera, a causa della perdita dell'occhio destro.
È stata trovata senza vita l'11 ottobre 2013 in un albergo a Siviglia, dove avrebbe dovuto tenere una conferenza stampa. Il decesso è avvenuto per distacco della massa encefalica, conseguenza dell'incidente del 2012. Dopo i funerali, la salma è stata cremata e le ceneri inumate nel cimitero di San Fernando, a Siviglia.